# District de Hongxing
Le district de Hongxing (红星区 ; pinyin : Hóngxīng Qū) est une subdivision administrative de la province du Heilongjiang en Chine. Il est placé sous la juridiction de la ville-préfecture de Yichun.